# 오쿠메나무

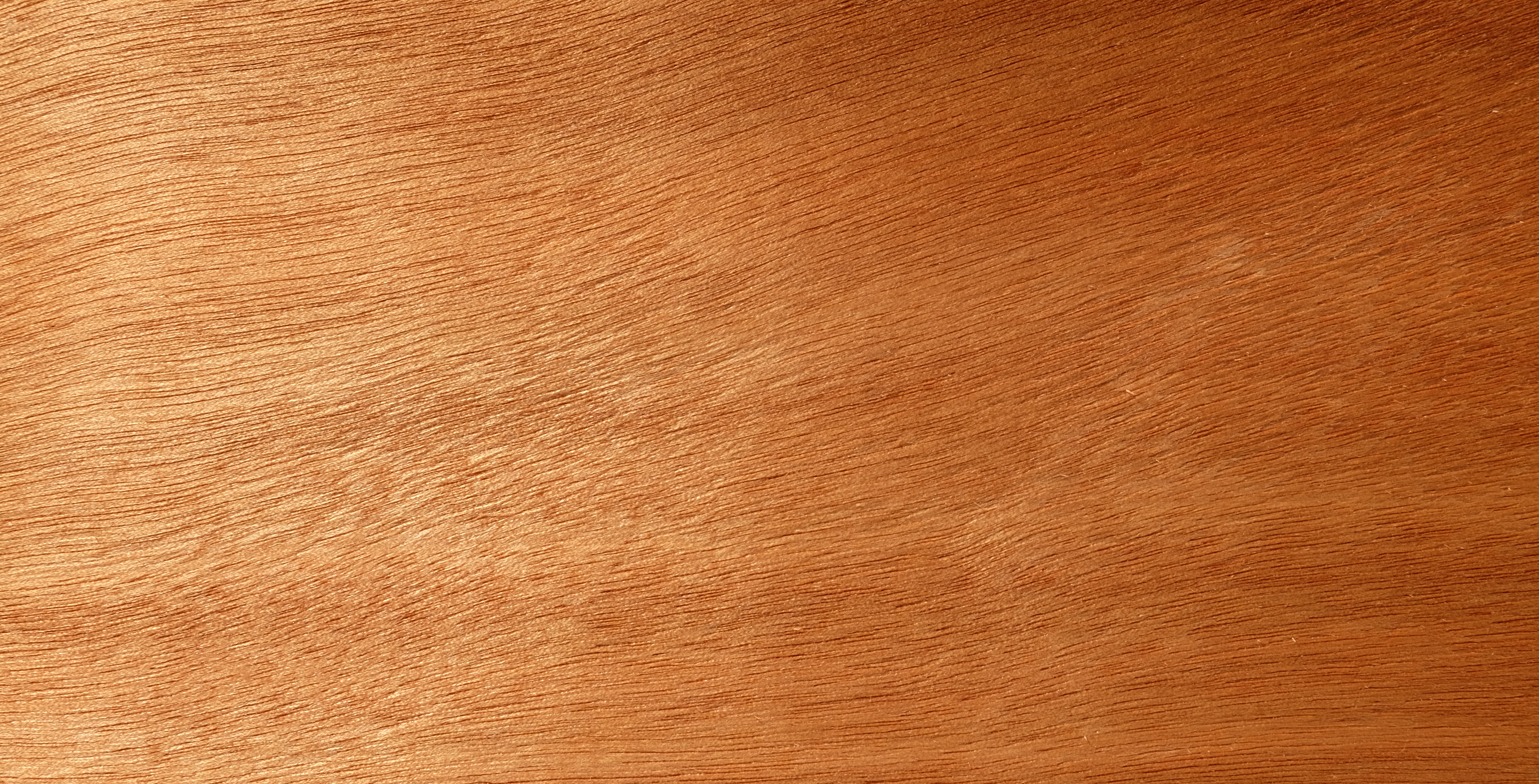
Okoumé (Aucoumea klaineana)

오쿠메나무(학명: Aucoumea klaineana)는 감람나무과에 속하는 열대성 수목으로, 가봉·콩고 공화국·리오무니 등지에 자생한다. 마호가니처럼 가구·합판·건축 자재·공예품으로 사용되는 목재로서의 값어치가 높아 벌목된다.